# ميا مايناردي
ميا جوليانا مايناردي (من مواليد 17 أبريل 2008) هي لاعبة جمباز فني أرجنتينية وهي بطلة العالم للناشئين في حدث حصان القفز عام 2023.